# تلبيرة
تلبيرة هي قرية لبنانية من قرى قضاء عكار في محافظة الشمال. تقع في تجمع للقرى يسمى السهل في عكار.
رئيس البلدية الأستاذ عبد الحميد سقر.